# Nobody Knows When You’re Down
A Nobody Knows You When You're Down and Out egy ma is népszerű dzsessz-sztenderd. A dalt 1923-ban írta Jimmie Cox zongorista, és eredetileg vaudeville-blues stílusban adták elő. Bessie Smith népszerű 1929-es felvételének szövege valaki olyannak a szemszögéből szólal meg, aki gazdag volt a szesztilalom idején, és a gazdagság múló természetére, és az ezzel járó múlandó barátságokra emlékezik. Bessie Smith 1929-es felvétele óta a dalt számos zenész tolmácsolta – különböző stílusokban.

## Híres felvételek
- Ida Cox
- Bessie Smith
- Julia Lee (1927)
- Pinetop Smith (1928)
- Eddie Condon (1943)
- Josh White (1945)
- Bertha Hill
- Hociel Thomas (1946)
- Claire Austin
- Ma Rainey
- Alberta Hunter
- Chris Barber
- Ottilie Patterson
- Sidney Bechet
- Janis Joplin & Jorma Kaukonen(wd) (1994)
- Juanita Hall
- Dick Hyman
- Howard McGhee
- Odetta
- Lu Watters
- B. B. King
- Nina Simone
- Otis Redding
- Sam Cooke
- The Spencer Davis Group
- Barbra Streisand
- Liza Minnelli
- Tom Jones (1991)
- John Lennon
- Eric Clapton
- Rhiannon Giddens
- Susan Tedeschi Trucks Band
- The Count Basie Orchestra
- Ofra Haza
- Joe Dassin
- Bob Dylan
- Neko Case
- Bobby Womack
- Sara Niemietz
- Katie Melua (2012)
- Emmy Rossum (2013)